# Bohult, Karlskoga
För andra betydelser, se Bohult.
Bohult är en stadsdel i Karlskoga, norr om centrum. Stadsdelen gränsar till Rävåsen i väst. Bebyggelsen präglas i stort av villor byggda på 30- och 40-talet. Ursprungligen namnet på en bergsmansgård. 